# Hélène Dartigue
« Dartigue » redirige ici. Pour l’article homophone, voir Dartigues.
Hélène Dartigue (état-civil inconnu) est une actrice française de théâtre et de cinéma, active des années 1900 aux années 1940.

## Biographie
Malgré une carrière au théâtre puis au cinéma qui s'étend sur près d'un demi-siècle, on ne sait rien d'Hélène Dartigue, pas même s'il s'agit de son véritable patronyme ou d'un nom de scène.
Habituée des seconds rôles sur de petites scènes parisiennes et de province, on ne trouve trace dans la presse de l'époque d'aucun article qui lui ait été consacré et qui permettrait d'en savoir un tant soit peu sur sa vie et sur sa carrière.
On perd définitivement sa trace après un dernier rôle au cinéma dans Les amoureux sont seuls au monde, un film d'Henri Decoin sorti sur les écrans en septembre 1948. Née vraisemblablement vers 1880, elle devait avoir environ 70 ans à l'époque.
Bien qu'elles aient pu se croiser au cours de leurs carrière respectives, Hélène Dartigue ne semble avoir aucun lien de parenté ou autre ni avec l'écrivaine Louise Dartigue (1862-1925) ni avec l'actrice Mireille Dartigue connue au théâtre dans les années 1910.

## Carrière au théâtre
- 1901 : En avant... Mars !, revue en 1 acte de Charles Alphand et Henri Rossi, au Grand-Hôtel (4 mai)
- 1902 : Le Page, opéra-bouffe en 1 acte en vers, de Sacha Guitry, musique de Ludo Ratz, au théâtre des Mathurins (15 avril) : la Reine
- 1904 : Aglavaine et Sélysette, poème dramatique de Maurice Maeterlinck mise en scène en 4 actes par Albert Darmont : Méligrane, et L'Intruse, pièce en 1 acte de Maurice Maeterlinck : Geneviève, au théâtre Odéon de Constantinople (17 janvier)
- 1904 : Le Misanthrope, comédie en 5 actes de Molière, au Trianon-Lyrique (novembre) : Arsinoé
- 1905 : Le Chasseur de canards, comédie-vaudeville en 1 acte de Eugène Héros, Paul Grandry et Léon Abric, à la Nouvelle-Comédie (22 décembre)
- 1907 : Dans les vieux pots, comédie en 1 acte de Trébla et Eugène Héros, au théâtre Little-Palace (avril)
- 1908 : Ah ! ça c'est drôle !, revue en 10 tableaux de Léo Lelièvre, au Casino Rémois (décembre) : la commère
- 1909 : Prostituée, pièce d'Henri Desfontaines d'après le roman de Victor Margueritte, au théâtre de Clermont-Ferrand (septembre) et au théâtre de Carpentras (novembre)
- 1920 : Notre jeunesse, comédie en 3 actes d'Alfred Capus, au théâtre du Gymnase (mars) : Mme de Roine
- 1920 : Roger Bontemps, comédie en 3 actes d'André Rivoire au Grand théâtre municipal de Nancy (26 décembre) : Félicie
- 1921 : Les Aigles dans la tempête, comédie héroïque en 4 actes en vers d'Albert du Bois, au Grand théâtre municipal de Nancy (9 janvier) : Cooso
- 1921 : Le Marquis de Priola, comédie en 3 actes d'Henri Lavedan, au Grand théâtre municipal de Nancy (20 mars) : Mme Savières
- 1921 : Tartuffe, comédie en 5 actes en vers de Molière, au Grand-Casino (mai) : Dorine
- 1921 : Le Père Lebonnard, comédie en 3 actes en vers de Jean Aicard, au Grand-Casino (mai) : Marthe
- 1921 : L'Ami Fritz, comédie en 3 actes d'Erckmann-Chatrian, au Palais d'Été-Casino de Forges-les-Eaux (juin)
- 1921 : Juliette et Roméo, tragédie en 5 actes en vers d'André Rivoire d'après Shakespeare et Luigi Da Ponte, au Théâtre antique de la cité de Carcassonne (14 juillet) : Lady Montaigu
- 1921 : Mademoiselle de La Seiglière, comédie en 4 actes de Jules Sandeau, à la Salle industrielle de Lille (30 décembre) : la baronne de Vaubert
- 1922 : Le Demi-monde, comédie en 5 actes d'Alexandre Dumas fils, au Grand théâtre municipal de Nancy (5 février) : la vicomtesse de Vernières
- 1922 : Le Médecin malgré lui, comédie en 3 actes de Molière, au théâtre Graslin à Nantes (17 février) : Martine
- 1922 : L'Arlésienne, drame en 3 actes et 5 tableaux d'Alphonse Daudet, musique de scène de Georges Bizet, au théâtre de verdure de Melun (11 juin)
- 1922 : L'Ami Fritz, comédie en 3 actes d'Erckmann-Chatrian, musique de scène de Henri Maréchal, au théâtre Fémina (28 décembre)
- 1923 : Les Femmes savantes, comédie en 5 actes de Molière, au Grand théâtre municipal de Nancy (8 mars) : Philaminte
- 1923 : Le Poussin, comédie en 3 actes d'Edmond Guiraud, au théâtre de l'Alhambra de Lille (août) : Mme Pierrelattes
- 1924 : La Dame de chambre, comédie en 3 actes de Félix Gandéra, au théâtre de l'Athénée (16 septembre) et à l'Alhambra de Lille (9 novembre) : Madame Aubrycq
- 1925 : Le Père Lebonnard, comédie en 3 actes en vers de Jean Aicard, au Grand théâtre municipal de Nancy (15 février) : Marthe
- 1926 : Le Père Lebonnard, comédie en 3 actes en vers de Jean Aicard, au théâtre de l'Union à Strasbourg (5 mai) et au Concert Brunin à Paris (4 novembre) : Marthe
- 1927 : Le Père Lebonnard, comédie en 3 actes en vers de Jean Aicard, au théâtre de verdure de la Maison de retraite des artistes de Couilly-Pont-aux-Dames (5 juin) : Marthe
- 1928 : Scampolo, comédie en 3 actes de Dario Niccodemi, adaptation française de Berthe Bovy et Vieille Maman, pièce en 1 acte et 3 tableaux de Sir John Barric, adaptation française de Fernand Nozière, musique de Raymond Charpentier, au Théâtre municipal de Tours (24 février)
- 1928 : L'Ami Fritz, comédie en 3 actes d'Erckmann-Chatrian, musique de scène d'Henri Maréchal, à la Salle des Fêtes Municipales de Créteil (10 novembre)
- 1929 : Le Père Lebonnard, comédie en 3 actes en vers de Jean Aicard, au théâtre Apollo de Nantes (22 février) : Marthe
- 1931 : Le Député de Bombignac, comédie en 3 actes d'Alexandre Bisson, au Cercle militaire de Paris (25 février)
- 1932 : Martine, comédie en 5 tableaux de Jean-Jacques Bernard, diffusée sur Radio-Paris (17 octobre)
- 1935 : Le Voyage de monsieur Perrichon, comédie en 4 actes d'Eugène Labiche et Édouard Martin, au Grand théâtre municipal de Nancy (28 février) : Mme Perrichon
- 1936 : Les Pantins cassés, drame d'actualité sociale en 4 actes et 5 tableaux de Georges Wagner, au théâtre de la Gaîté-Montparnasse (25 juin)
- 1937 : Tempête sur les côtes, comédie en 1 acte d'André Birabeau, au théâtre Daunou (avril)
- 1940 : L'Arlésienne, opéra en 3 actes et 5 tableaux de Georges Bizet, livret d'Alphonse Daudet, au Grand théâtre de Dijon (11 novembre) : la Renaude.

## Carrière au cinéma
- 1942 : Signé illisible de Christian Chamborant : la cuisinière
- 1942 : Les affaires sont les affaires de Jean Dréville : la bonne
- 1942 : Frédérica de Jean Boyer : Anaïs
- 1943 : Les Roquevillard de Jean Dréville
- 1943 : L'Homme qui vendit son âme de Jean-Paul Paulin : Marie
- 1943 : Donne-moi tes yeux de Sacha Guitry : une infirmière
- 1943 : Vautrin de Pierre Billon : Amélie
- 1945 : Mademoiselle X de Pierre Billon
- 1945 : La Ferme du pendu de Jean Dréville : Margot
- 1948 : Les amoureux sont seuls au monde de Henri Decoin : la grand-mère à la noce.